# Beleg van Tanger
Het Beleg van Tanger vond plaats tussen 13 september en 19 oktober 1437. Het was een poging van de Portugezen om de stad Tanger (Marokko) te veroveren. Het was de eerste van vier pogingen.

## Achtergrond
In 1415 hadden de Portugezen, de havenstad Ceuta veroverd. Deze exclave was weinig rendabel en kostte handen vol geld. Het gebied uitbreiden met de stad Tanger was het plan. In 1437 brak er een troonstrijd uit bij de Meriniden tussen de jonge sultan Abd al-Haqq II en zijn vizier Abu Zakariya Yahya al-Wattasi. De tijd was rijp om aan te vallen. Hendrik de Zeevaarder kreeg geen steun van koning Eduard van Portugal, maar zijn jongere broer Ferdinand was laaiend enthousiast. Met eigen middelen gingen ze strijd aan, Hendrik met de Orde van Christus en Ferdinand met de Orde van Aviz.

## Beleg
De Portugezen belegerden medio september Tanger. Na enkele mislukte aanvallen op de stad werd de Portugese troepenmacht aangevallen en verslagen door een groot Marokkaans leger onder leiding van vizier Abu Zakariya Yahya al-Wattasi. De Portugezen trokken zich terug en hun kamp werd door de Marokkanen omsingeld, tot ze door honger en dorst verplicht waren te onderhandelen. Om zijn leger voor vernietiging te behoeden, onderhandelde Henrik en beloofde de citadel van Ceuta terug te geven aan Marokko.

## Vervolg
De Marokkanen, die op zeker wilden spelen, eisten gijzelaars onder wie Ferdinand. Hendrik trok zich in afwachting terug in de citadel van Ceuta. Het Portugese hof weigerde Ceuta op te geven. Ferdinand zal na vijf jaar gevangenschap sterven in Fez in 1443.